# Асептическая упаковка
Асептическая упаковка — распространенная в настоящее время технология упаковки, при которой продукт и упаковка стерилизуются отдельно различными способами, а затем упаковка наполняется продуктом и закупоривается в стерильных условиях. Это предотвращает быструю порчу продукта и обеспечивает долгий срок хранения без использования консервантов. Упаковка состоит из полиэтилена, картона и алюминия, которые защищают продукт в упаковке от порчи, что обеспечивается высокими барьерными свойствами данного сочетания материалов. Только в 2007 году было произведено более 170 миллиардов различных видов асептических упаковок.

## Типы упаковок
Упаковка асептическим методом может быть произведена различными методами:
- химическим — в этом случае для стерилизации используются различные химические соединения убивающие микроорганизмы[3], чаще это пероксид водорода, диоксид серы, озон, смесь перекиси водорода и уксусной кислоты[1]. Некоторые из применяемых химикатов могут негативно влиять на здоровье человека[3];
- физическим, который разработан в Американском институте пищевых технологий[3], при этом способе продукт поэтапно нагревают до высоких температур, и мгновенно остужают, разливая затем в стерильную упаковку[3].

Упаковке могут подвергаться молочные продукты: молоко, сливки, жидкий йогурт. Соя и товары-заменители молочных продуктов: соевые напитки, напитки из зерен риса и семян. Безалкогольные напитки: соки, нектары и негазированные напитки, газированные безалкогольные напитки, вода. Вина и спиртные напитки. Пищевые: супы и соусы, продукция из томатов, оливковое масло и иные жидкие продукты.
Асептическая упаковка имеет ряд преимуществ перед традиционной упаковкой из стекла — она более экологически безопасна, технология производства проще, меньший вес, упаковка не бьётся, при складировании занимает меньше полезного пространства.
Компания Tetra Pak занимает 80 % рынка асептических упаковок в мире, компания SIG владеет около 15 % рынка, и компания ELOPAK занимает примерно 5 %.